# Pointless Nostalgic
Pointless Nostalgic je druhé album Jamieho Culluma. Bylo vydáno v roce 2002 v nahrávacím studiu Candid Records. Z tohoto alba vyšel singl High and Dry (převzatý od skupiny Radiohead) a byl k němu natočen úspěšný videoklip, který dostal Jamieho do povědomí posluchačů. Za zmínku stojí také povedená ryze jazzová písnička Devil My Care nebo známá You're Nobody Till Somebody Loves You

## Hraje
- Jamie Cullum – Piano & Zpěv
- Martin Shaw – Trumpeta
- Martin Gladdish – Trombón
- Matt Wates – Altový Saxophone
- Dave O'Higgins – Tenor Saxophone
- Ben Castle – Tenor Saxophone
- Geoff Gascoyne – Kontrabas
- Sebastiaan de Krom – Bicí

## Seznam Skladeb
1. You and the Night and the Music
2. I Can't Get Started
3. Devil May Care
4. You're Nobody till Somebody Loves You
5. Pointless Nostalgic
6. In The Wee Small Hours Of The Morning
7. Well You Needn't
8. It Ain't Necessarily So
9. High And Dry
10. Too Close For Comfort
11. A Time For Love
12. Lookin' Good
13. I Want To Be A Popstar